# Taj Gibson
Taj Jami Gibson (* 24. Juni 1985 in New York City, New York) ist ein US-amerikanischer Basketballspieler.

## NBA-Karriere
Gibson wurde in der NBA-Draft 2009 an 26. Stelle von den Chicago Bulls ausgewählt. Nach seiner ersten Saison wurde er ins NBA All-Rookie First Team gewählt. Er stand in 70 von 82 Spielen in der Anfangsaufstellung und kam auf 9 Punkte und 7,5 Rebounds im Schnitt. Mit der Verpflichtung von Carlos Boozer rückte Gibson wieder auf die Bank, blieb über die Jahre aber eine wichtige Stütze für die Bulls. In der Saison 2013/14 steigerte er seine Werte auf 13 Punkte und 6,8 Rebounds je Begegnung und wurde hinter Jamal Crawford Zweiter bei der Wahl zum NBA Sixth Man of the Year (bester Einwechselspieler).
Nach über sieben Jahren bei den Bulls wurde Gibson im Februar 2017, zusammen mit Doug McDermott, im Austausch für Joffrey Lauvergne, Cameron Payne und Anthony Morrow zu den Oklahoma City Thunder transferiert. Es folgten die Stationen Minnesota Timberwolves und New York Knicks und Washington Wizards. Kurz vor dem Beginn des Spieljahres 2023/24 verlor er bei der Hauptstadtmannschaft seinen Platz im Aufgebot.
Gibson war mehrere Monate vereinslos, Mitte Dezember 2023 wurde er wieder von den New York Knicks verpflichtet. Im Januar 2024 kam es nach dreiwöchiger Zusammenarbeit wieder zur Trennung, am Ende desselben Monats erhielt Gibson von New York abermals einen Vertrag. Dieser war auf zehn Tage beschränkt. Anfang März 2024 wurde er von den Detroit Pistons verpflichtet.
Die Charlotte Hornets nahmen Gibson im Juli 2024 unter Vertrag.

## Karriere-Statistiken

### NBA

#### Hauptrunde
| Saison  | Team                    | GP  | GS  | MPG  | FG % | 3P % | FT %  | RPG | APG | SPG | BPG | PPG  |
| ------- | ----------------------- | --- | --- | ---- | ---- | ---- | ----- | --- | --- | --- | --- | ---- |
| 2009–10 | Chicago                 | 82  | 70  | 26.9 | .494 | —    | .646  | 7.5 | 0.9 | 0.6 | 1.3 | 9.0  |
| 2010–11 | Chicago                 | 80  | 19  | 21.8 | .466 | .125 | .676  | 5.7 | 0.7 | 0.7 | 1.3 | 7.1  |
| 2011–12 | Chicago                 | 63  | 0   | 20.4 | .495 | —    | .622  | 5.3 | 0.7 | 0.4 | 1.3 | 7.7  |
| 2012–13 | Chicago                 | 65  | 5   | 22.4 | .485 | .000 | .679  | 5.3 | 0.9 | 0.4 | 1.4 | 8.0  |
| 2013–14 | Chicago                 | 82  | 8   | 28.7 | .479 | .000 | .751  | 6.8 | 1.1 | 0.5 | 1.4 | 13.0 |
| 2014–15 | Chicago                 | 62  | 17  | 27.3 | .502 | —    | .717  | 6.4 | 1.1 | 0.6 | 1.2 | 10.3 |
| 2015–16 | Chicago                 | 73  | 55  | 26.5 | .526 | .000 | .692  | 6.9 | 1.5 | 0.6 | 1.1 | 8.6  |
| 2016–17 | Chicago / Oklahoma City | 78  | 71  | 25.5 | .515 | .231 | .715  | 6.2 | 0.9 | 0.5 | 0.8 | 10.8 |
| 2017–18 | Minnesota               | 82  | 82  | 33.2 | .577 | .200 | .768  | 7.1 | 1.2 | 0.8 | 0.7 | 12.2 |
| 2018–19 | Minnesota               | 70  | 57  | 24.1 | .566 | .324 | .757  | 6.5 | 1.2 | 0.8 | 0.6 | 10.8 |
| 2019–20 | New York                | 62  | 56  | 16.5 | .584 | .286 | .732  | 4.3 | 0.8 | 0.4 | 0.5 | 6.1  |
| 2020–21 | New York                | 45  | 3   | 20.8 | .627 | .200 | .727  | 5.6 | 0.8 | 0.7 | 1.1 | 5.4  |
| 2021–22 | New York                | 52  | 4   | 18.2 | .518 | .395 | .808  | 4.4 | 0.6 | 0.4 | 0.8 | 4.4  |
| 2022–23 | Washington              | 49  | 2   | 9.8  | .520 | .333 | .714  | 1.9 | 0.7 | 0.3 | 0.2 | 3.4  |
| 2023–24 | New York / Detroit      | 20  | 1   | 10.2 | .405 | .200 | 1.000 | 1.9 | 0.6 | 0.2 | 0.4 | 1.7  |
| Gesamt  | Gesamt                  | 965 | 450 | 23.5 | .517 | .263 | .713  | 5.8 | 1.0 | 0.5 | 1.0 | 8.6  |

Play-offs
| Saison  | Team          | GP | GS | MPG  | FG % | 3P % | FT %  | RPG | APG | SPG | BPG | PPG  |
| ------- | ------------- | -- | -- | ---- | ---- | ---- | ----- | --- | --- | --- | --- | ---- |
| 2009–10 | Chicago       | 5  | 5  | 29.0 | .421 | —    | .545  | 7.0 | 0.6 | 0.2 | 0.6 | 7.6  |
| 2010–11 | Chicago       | 16 | 0  | 17.8 | .566 | .000 | .600  | 4.1 | 0.6 | 0.3 | 1.4 | 5.9  |
| 2011–12 | Chicago       | 6  | 0  | 22.8 | .457 | —    | .682  | 6.5 | 0.7 | 0.7 | 1.7 | 9.5  |
| 2012–13 | Chicago       | 12 | 0  | 17.2 | .470 | .000 | .727  | 3.0 | 0.3 | 0.3 | 0.5 | 6.5  |
| 2013–14 | Chicago       | 5  | 0  | 30.8 | .561 | —    | .750  | 6.2 | 0.4 | 0.4 | 2.4 | 18.2 |
| 2014–15 | Chicago       | 12 | 2  | 23.0 | .472 | —    | .700  | 5.5 | 1.0 | 0.3 | 1.0 | 7.4  |
| 2016–17 | Oklahoma City | 5  | 5  | 23.6 | .600 | —    | .875  | 3.6 | 0.6 | 0.2 | 0.0 | 9.8  |
| 2017–18 | Minnesota     | 5  | 5  | 24.6 | .636 | —    | 1.000 | 4.0 | 0.4 | 0.2 | 0.4 | 6.2  |
| 2020–21 | New York      | 5  | 3  | 27.6 | .600 | —    | 1.000 | 7.0 | 0.8 | 1.6 | 1.0 | 5.0  |
| Gesamt  | Gesamt        | 71 | 20 | 22.3 | .519 | .000 | .709  | 4.9 | 0.6 | 0.4 | 1.0 | 7.8  |